# Aptocyclus
Aptocyclus is een monotypisch geslacht van straalvinnige vissen uit de familie van snotolven (Cyclopteridae). Het geslacht is voor het eerst wetenschappelijk beschreven in 1835 door De la Pylaie.

## Soort
- Aptocyclus ventricosus (Pallas, 1769)